# ISO 3166-2:KZ
ISO 3166-2:KZ is een ISO-standaard met betrekking tot de zogenaamde geocodes. Het is een subset van de ISO 3166-2 tabel, die specifiek betrekking heeft op Kazachstan. 
De gegevens werden tot op 26 november 2018 geüpdatet op het ISO Online Browsing Platform (OBP). Hier worden 14 oblasten  -  region (en) / région (fr) / oblys (kk) / oblast' (ru) - en 4 steden  - city (en) / ville (fr) / qala (kk) / gorod (ru) - gedefinieerd.
Volgens de eerste set, ISO 3166-1, staat KZ voor Kazachstan, het tweede gedeelte is een drieletterige code.

## Codes
| Code   | Kazachs                    | Russisch (BGN/PCGN)             | Russisch (GOST)                   | Categorie |
| ------ | -------------------------- | ------------------------------- | --------------------------------- | --------- |
| KZ-ALA | Almaty                     | Almaty                          | Almaty                            | stad      |
| KZ-ALM | Almaty oblysy              | Almatinskaja oblast'            | Almatinskaya oblast'              | oblast    |
| KZ-AKM | Aqmola oblysy              | Akmolinskaja oblast'            | Akmolinskaya oblast'              | oblast    |
| KZ-AKT | Aqtöbe oblysy              | Aktjubinskaja oblast'           | Aktyubinskaya oblast'             | oblast    |
| KZ-AST | Astana                     | Astana                          | Astana                            | stad      |
| KZ-ATY | Atyraū oblysy              | Atyrauskaja oblast'             | Atyrauskaya oblast'               | oblast    |
| KZ-ZAP | Batys Qazaqstan oblysy     | Zapadno-Kazahstanskaja oblast'  | Zapadno-Kazakhstanskaya oblast'   | oblast    |
| KZ-BAY | Bayqongyr                  | Bajkonyr                        | Baykonyr                          | stad      |
| KZ-MAN | Mangghystaū oblysy         | Mangystauskaja oblast'          | Mangistauskaya oblast'            | oblast    |
| KZ-PAV | Pavlodar oblysy            | Pavlodarskaja oblast'           | Pavlodarskaya oblast'             | oblast    |
| KZ-KAR | Qaraghandy oblysy          | Karagandinskaja oblast'         | Karagandinskaya oblast'           | oblast    |
| KZ-KUS | Qostanay oblysy            | Kostanajskaja oblast'           | Kostanayskaya oblast'             | oblast    |
| KZ-KZY | Qyzylorda oblysy           | Kyzylordinskaja oblast'         | Kyzylordinskaya oblast'           | oblast    |
| KZ-VOS | Shyghys Qazaqstan oblysy   | Vostočno-Kazahstanskaja oblast' | Vostochno-Kazakhstanskaya oblast' | oblast    |
| KZ-SHY | Shymkent                   | Šimkent                         | Shymkent                          | stad      |
| KZ-SEV | Soltüstik Qazaqstan oblysy | Severo-Kazahstanskaja oblast'   | Severo-Kazakhstanskaya oblast'    | oblast    |
| KZ-YUZ | Türkistan oblysy           | Turkestanskaja oblast'          | Turkestankaya oblast'             | oblast    |
| KZ-ZHA | Zhambyl oblysy             | Žambylskaja oblast'             | Zhambylskaya oblast'              | oblast    |